# Stade de Sharjah
Le stade de Sharjah (en arabe : ملعب الشارقة) est un stade de cricket à multi-usages, principalement utilisé pour les rencontres de football et de cricket.
Il est basé à Charjah, aux Émirats arabes unis et a une capacité d'accueil de 12 000 spectateurs. Il a été construit en 1980 et accueille le plus souvent des rencontres de cricket.

## Histoire
En 2003, l'enceinte a accueilli plusieurs rencontres de la Coupe du monde des moins de 20 ans dont deux huitièmes de finale.

## Compétitions internationales organisées
- Coupe du monde des moins de 20 ans 2003
- Coupe d'Asie des nations 2019